# Dr. Mark & Cindy Lynn Stadium
Dr. Mark & Cindy Lynn Stadium é um estádio específico para futebol universitário em Louisville, Kentucky . O estádio foi construído para as equipes de futebol masculino e feminino da University of Louisville Cardinals . As equipes competem na Conferência da Costa Atlântica . 

## Projeto
O estádio, inspirado no Children's Mercy Park do Sporting KC , foi projetado pela TEG Architects, LLC de Louisville.  O estádio inclui cadeiras para 2.400 na arquibancada principal, arquibancada para 950 na zona leste, mas uma possível acomodação pra mais 2.400.  O Lynn Stadium também possui um centro de treinamento de 15.320 pés quadrados, que inclui vestiários idênticos para cada equipe (masculino e feminino), escritórios dos treinadores e uma sala de treinamento de medicina esportiva.  O complexo recebeu a certificação LEED Silver do United States Green Building Council (USGBC). 

## História
O estádio também sediou partidas profissionais do Louisville City FC, que joga no Campeonato da USL e não pôde usar seu antigo estádio, o Louisville Slugger Field, em alguns casos.  Em 17 de novembro de 2019, o estádio sediou a Final do Campeonato USL entre Louisville City FC e Real Monarchs . Assentos adicionais foram instalados para aumentar a capacidade para 7.025, já que Louisville City perdeu por 3-1 para os Monarcas. 